# Jemali-Giorgi Jinjolava
Jemali-Giorgi Jinjolava (in georgiano ჯემალ-გიორგი ჯინჯოლავა?; Tbilisi, 28 giugno 2000) è un calciatore georgiano, difensore dell'Iberia 1999.

## Carriera

### Club
È cresciuto nel settore giovanile del Saburtalo Tbilisi dove ha debuttato il 13 giugno 2018 nell'incontro di Sakartvelos tasi perso ai rigori contro il WIT Georgia. Il 5 settembre del 2019 è passato in prestito al Benidorm dove ha giocato nel campionato regionale valenciano per sei mesi. Nel gennaio del 2020 è passato, sempre in prestito, alla Lok’omot’ivi Tbilisi.
Nel 2021 è rientrato al Saburtalo dove ha disputato la prima parte di stagione giocando con buona frequenza, per poi passare il 1º luglio in prestito al Cadice, dove ha giocato nella squadra B fino al termine della stagione. Rientrato in Georgia, ha trovato il primo gol con il club biancorosso il 24 maggio 2023 nella partiva vinta 5-1 contro il Samgurali Ts'q'alt'ubo. Nel febbraio del 2024 è passato, sempre in prestito, al ViOn Z.M. fino al termine della stagione.

### Nazionale
Ha giocato nelle nazionali giovanili georgiane Under-17, Under-18, Under-19, Under-20 ed Under-21.
Il 15 giugno 2023 è stato convocato dalla nazionale Under-21 georgiana per disputare il campionato europeo di categoria.

## Statistiche

### Presenze e reti nei club
Statistiche aggiornate al 31 gennaio 2025.
| Stagione        | Squadra              | Campionato      | Campionato | Campionato | Coppe nazionali | Coppe nazionali | Coppe nazionali | Coppe continentali | Coppe continentali | Coppe continentali | Altre coppe | Altre coppe | Altre coppe | Totale | Totale |
| Stagione        | Squadra              | Comp            | Pres       | Reti       | Comp            | Pres            | Reti            | Comp               | Pres               | Reti               | Comp        | Pres        | Reti        | Pres   | Reti   |
| --------------- | -------------------- | --------------- | ---------- | ---------- | --------------- | --------------- | --------------- | ------------------ | ------------------ | ------------------ | ----------- | ----------- | ----------- | ------ | ------ |
| 2018            | Saburtalo Tbilisi    | EL              | 1          | 0          | CG              | 1               | 0               | -                  | -                  | -                  | -           | -           | -           | 2      | 0      |
| 2019            | Saburtalo Tbilisi    | EL              | 1          | 0          | CG              | 0               | 0               | UCL+UEL            | 1+0                | 0                  | -           | -           | -           | 2      | 0      |
| 2019-gen. 2020  | Benidorm             | 54              | 9          | 1          | -               | -               | -               | -                  | -                  | -                  | -           | -           | -           | 9      | 1      |
| 2020            | Lok’omot’ivi Tbilisi | EL              | 2          | 0          | CG              | 0               | 0               | UEL                | 0                  | 0                  | -           | -           | -           | 2      | 0      |
| 2021            | Saburtalo Tbilisi    | EL              | 14         | 0          | CG              | 1               | 0               | -                  | -                  | -                  | -           | -           | -           | 15     | 0      |
| 2021-2022       | Cadice B             | SDR             | 18         | 3          | -               | -               | -               | -                  | -                  | -                  | -           | -           | -           | 18     | 3      |
| 2022            | Saburtalo Tbilisi    | EL              | 13         | 0          | CG              | 2               | 0               | UECL               | 0                  | 0                  | -           | -           | -           | 15     | 0      |
| 2023            | Saburtalo Tbilisi    | EL              | 34         | 2          | CG              | 5               | 0               | UECL               | 4                  | 0                  | -           | -           | -           | 43     | 2      |
| 2023-2024       | ViOn Z.M.            | SL              | 13         | 1          | CS              | 0               | 0               | -                  | -                  | -                  | -           | -           | -           | 13     | 1      |
| 2024            | Iberia 1999          | EL              | 17         | 0          | CG              | 1               | 0               | UECL               | 4                  | 0                  | SG          | 2           | 0           | 24     | 0      |
| Totale carriera | Totale carriera      | Totale carriera | 122        | 7          |                 | 10              | 0               |                    | 9                  | 0                  |             | 2           | 0           | 143    | 7      |

## Palmarès

### Club

#### Competizioni nazionali
- Coppa di Georgia: 2

Saburtalo Tbilisi: 2019, 2023
- Campionato georgiano: 2

Saburtalo Tbilisi: 2018, 2024